# Дунгарпур (округ)
Дунгарпур (англ. Dungarpur) — округ в индийском штате Раджастхан. Расположен на юге штата. Образован в 1948 году. Разделён на три подокруга. Административный центр округа — город Дунгарпур. Согласно всеиндийской переписи 2001 года население округа составляло 1 107 643 человека. Уровень грамотности взрослого населения составлял 48,60 %, что заметно ниже среднеиндийского уровня (59,5 %).